# Estación San Martín (Mitre)
San Martín es una estación ferroviaria ubicada en la localidad homónima, en el partido homónimo, Provincia de Buenos Aires, Argentina.

## Ubicación
Se encuentra a 700 metros del Estadio de Chacarita Juniors.

## Servicios
Es una estación intermedia del servicio eléctrico metropolitano de la Línea Mitre que se presta entre las estaciones Retiro y José León Suárez.